# Podonectria coccicola
Podonectria coccicola är en svampart som först beskrevs av Ellis & Everh., och fick sitt nu gällande namn av Petch 1921. Podonectria coccicola ingår i släktet Podonectria och familjen Tubeufiaceae.   Inga underarter finns listade i Catalogue of Life.